# Six sonates pour divers instruments

Les Six sonates pour divers instruments composées par Claude Debussy musicien français sont un projet inachevé de cycle de sonates de Claude Debussy, interrompu par sa mort en 1918 après la composition de la troisième sonate.

## Historique
Dès 1914, le compositeur, encouragé par l'éditeur de musique Jacques Durand, avait eu le projet d'écrire un ensemble de six sonates pour divers instruments, en hommage aux musiciens français du XVIIIe siècle. La Première Guerre mondiale avait en effet réveillé les instincts patriotes de « Claude de France » et les noms de Couperin et de Rameau semblaient être le nécessaire antidote.
Dans une lettre au chef d'orchestre Bernard Molinari, Debussy expliquait que l'ensemble devait comporter « des combinaisons différentes, la dernière sonate réunissant les sonorités employées dans les autres... ».  Sa mort, le 25 mars 1918, l'empêche de mener à bien son projet et seules trois sonates sur les six prévues sont publiées chez Durand, avec une dédicace à sa seconde épouse, Emma Bardac.
Debussy prône « la fantaisie dans la sensibilité », face aux ennuyeuses machines à développements cycliques et chorals obligés.

## Dédicace
La dédicace est la suivante : « Les Six Sonates pour divers instruments sont offertes en hommage à Emma-Claude Debussy (p.m.) Son mari Claude Debussy ».
Les Six Sonates sont donc dédiées à sa deuxième femme, Emma Bardac. L'indication p.m. ne doit pas se lire « post mortem », mais « petite mienne », surnom affectueux donné par le compositeur à son épouse.

## Les trois sonates composées
- La Première pour violoncelle et piano (1915)
- La Deuxième pour flûte, alto et harpe (1915)
- La Troisième pour violon et piano (1916-1917)

## Sur les autres sonates
La quatrième sonate aurait été pour hautbois, cor et clavecin, et la cinquième pour trompette, clarinette, basson et piano.
Pour la sixième sonate, Claude Debussy avait envisagé le titre : « en forme de “concert” où se trouve rassemblée la sonorité des “divers instruments” avec, en plus, le gracieux concours de la contrebasse »,.